# فرودگاه ژابلیک
فرودگاه ژابلیک  (به انگلیسی: Žabljak Airport)  یک فرودگاه   با کد یاتا ZBK است که یک باند فرود چمن دارد و طول باند آن ۱۳۵۰ متر است. این فرودگاه در  کشور مونته‌نگرو قرار دارد و در ارتفاع ۱۲۹۶ متری از سطح دریا واقع شده است.